# Chantérac

Chantérac este o comună în departamentul Dordogne din sud-vestul Franței. În 2009 avea o populație de 544 de locuitori.

## Evoluția populației
| An        | 1975 | 1982 | 1990 | 1999 | 2006 | 2009 |
| --------- | ---- | ---- | ---- | ---- | ---- | ---- |
| Populație | 414  | 418  | 461  | 456  | 499  | 544  |